# Chicago Cubs

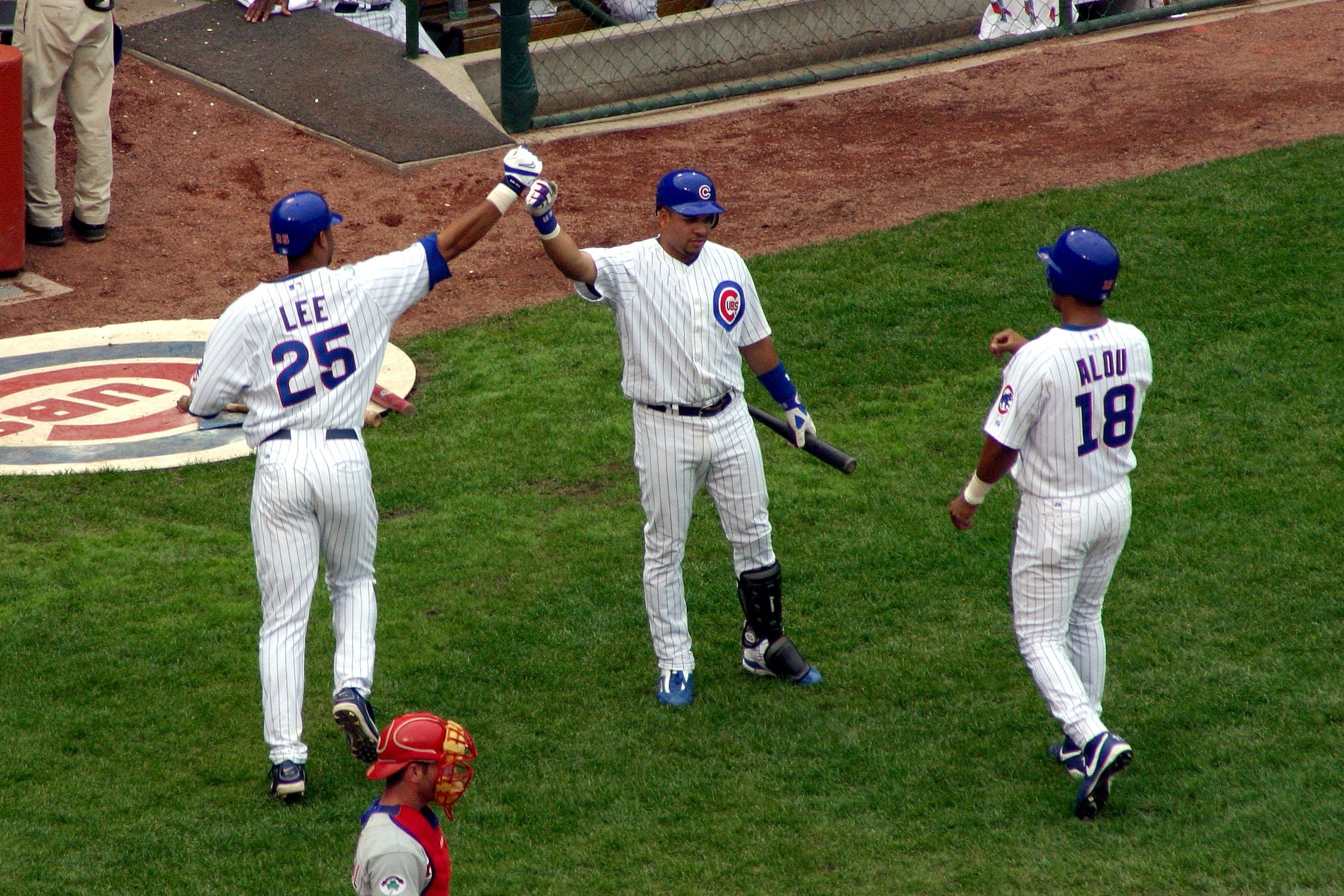
Hráči v domácích dresech Cubs, 2004

Chicago Cubs je profesionální baseballový klub z Major League Baseball, patřící do centrální divize National League. Klub byl založen v roce 1876.
Klub postupně nosil tato pojmenování:
- Chicago White Stockings: 1876–1889
- Chicago Colts: 1890–1897
- Chicago Cubs: 1898–současnost

Za svou historii dokázali Cubs vyhrát sedmnáctkrát National League, třikrát dokázali z této výhry vytěžit i vítězství ve Světové sérii:
- vítězství ve světové sérii: 1907, 1908, 2016
- ostatní vítězství v NL: 1876, 1880, 1881, 1882, 1885, 1886, 1906, 1910, 1918, 1929, 1932, 1935, 1938 a 1945